# Al-Kaum
Al-Kaum (arab. الكوم) – miejscowość w Syrii, w muhafazie Hims. W 2004 roku liczyła 1771 mieszkańców.